# 長浜市立東中学校
長浜市立東中学校（ながはましりつ ひがしちゅうがっこう）は、滋賀県長浜市堀部町にある公立中学校。

## 沿革
- 1947年（昭和22年）4月28日 - 長浜市立第三中学校として開校[1]
- 1951年（昭和26年）4月1日 - 長浜市立東中学校に改称[1]